# Josef Macas
Josef Macas (* 28. listopadu 1937 Pardubice) je český architekt. V 60. letech studoval Fakultu architektury Vysokého učení technického v Brně v ateliérech Otty Erbana a Bedřicha Rozehnala a pokračoval studiem urbanismu na Fakultě architektury na Českého vysokého učení technického v Praze u Jindřicha Krise. Po studiích v roce 1969 nastoupil do pardubického Stavoprojektu, kde setrval až do roku 1990, kdy si založil vlastní ateliér. Podílel se na přestavbě Litvínova, realizoval řadu rodinných domů. Mezi jeho realizace patří obytný soubor s internáty Bohémia ve Světlé nad Sázavou (1969–1974), restaurace Pod lesem v Litvínově (1980), pojišťovna a spořitelna v Chrudimi (1983–1989), či pobočky bank v Chrástu a Třemošnici (1992).
Jeho bratr a syn jsou taktéž architekti. S bratrem Soběslavem realizoval některé starší realizace, se synem Martinem pak ty novější. Architektem byl i jeho otec.

## Galerie

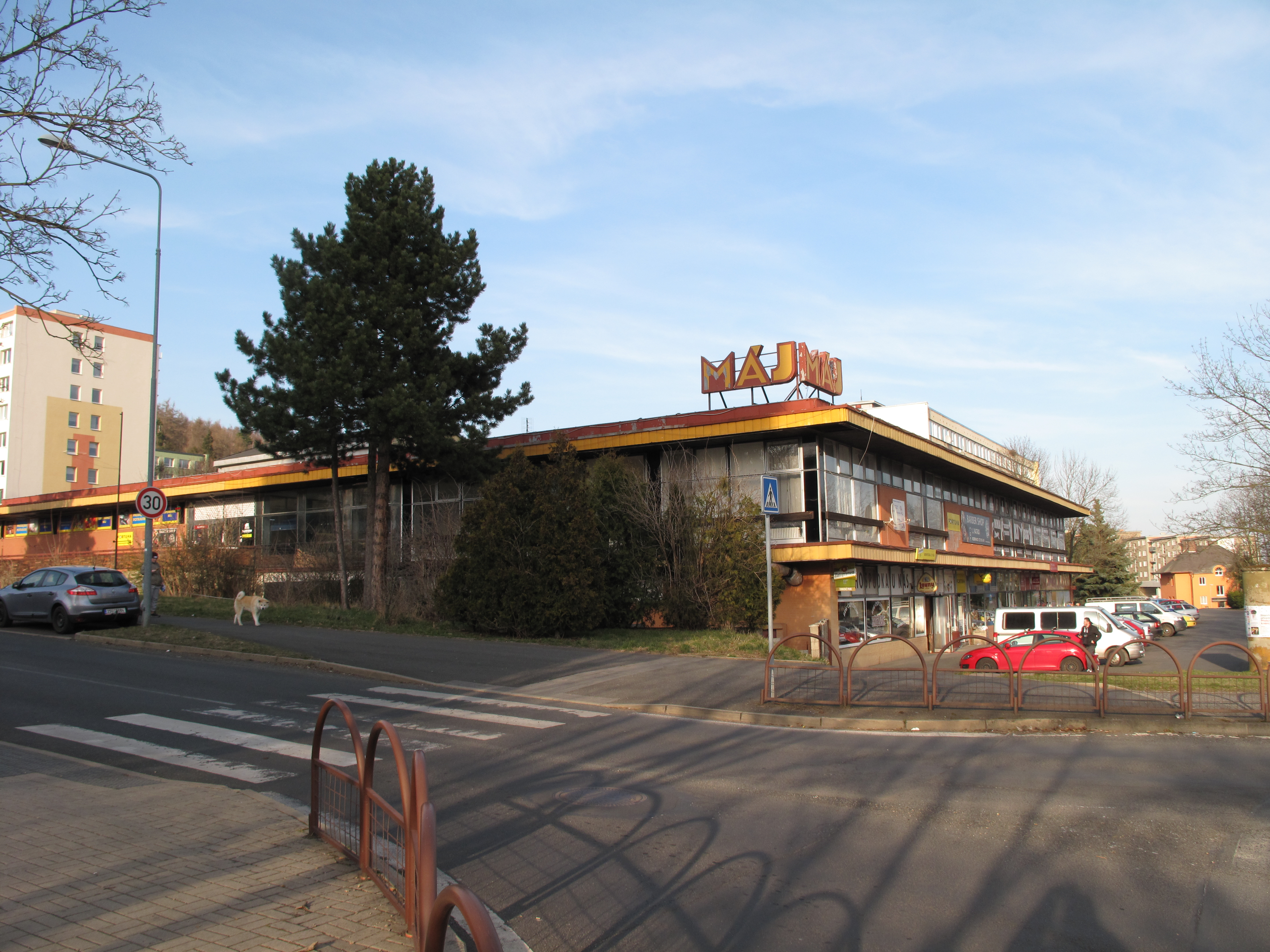
Obchodní dům Máj, Litvínov, 70. léta 20. století
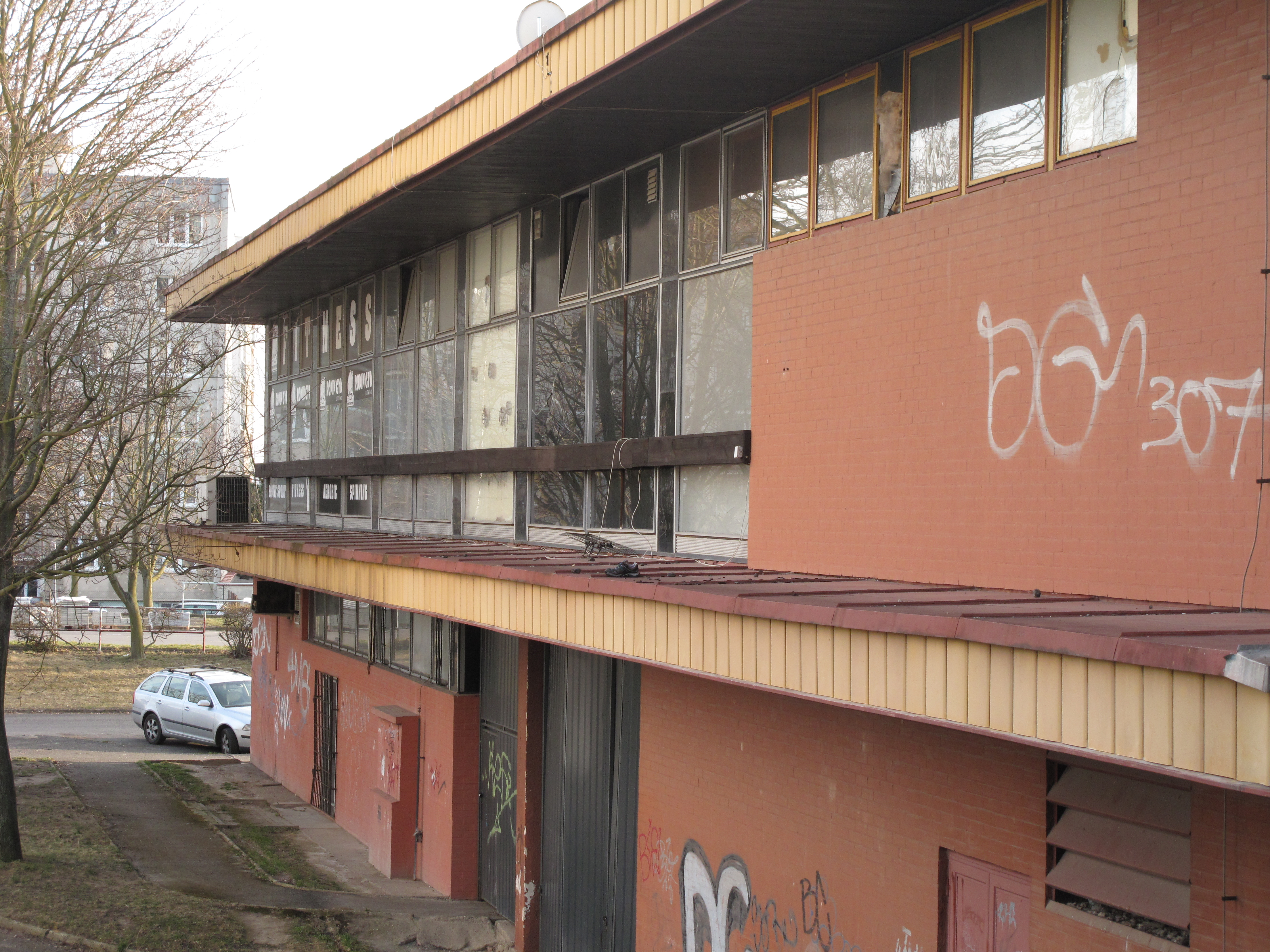
OD Máj, detail
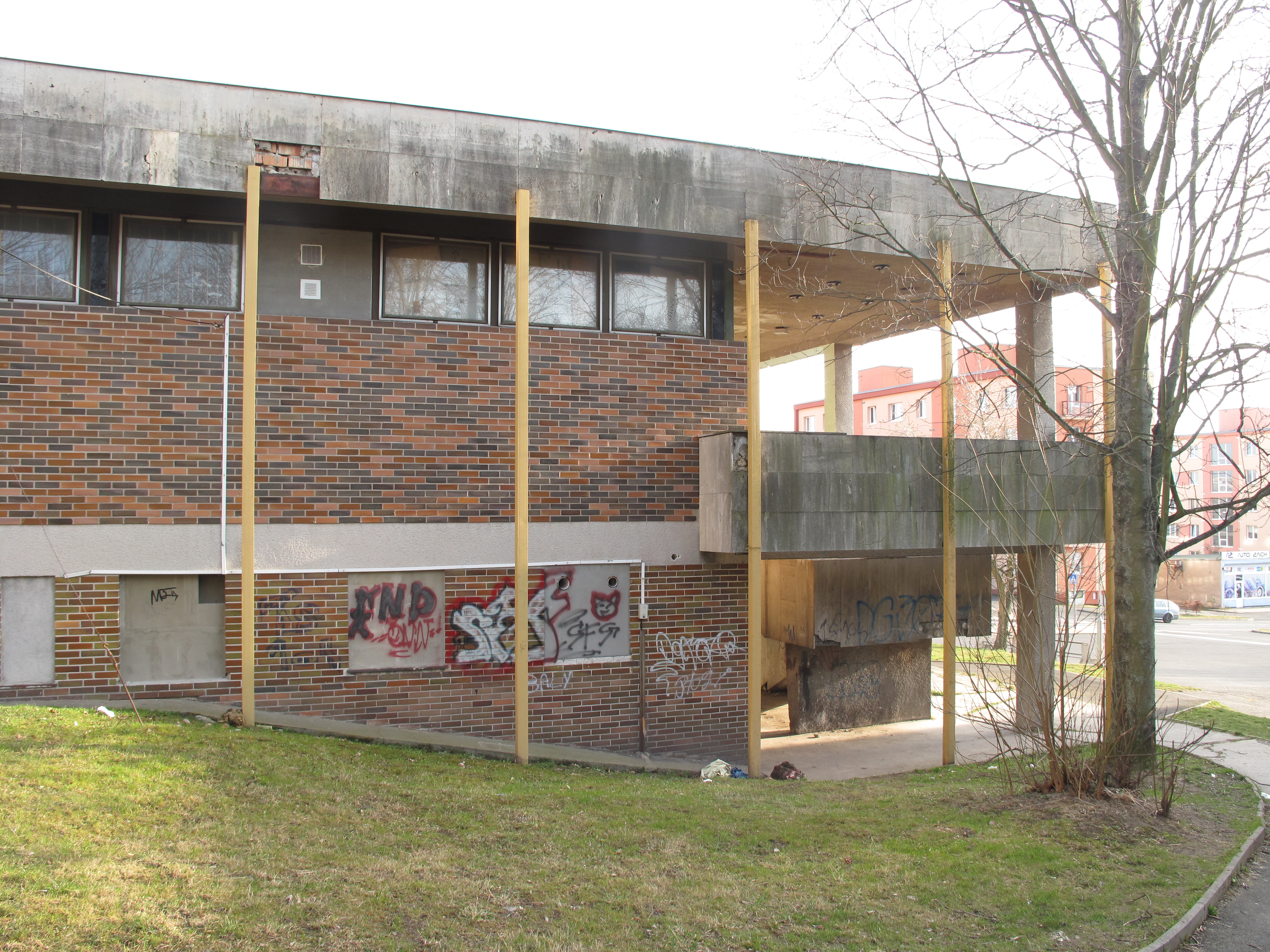
Bývalé centrum obchodu a služeb, Ruská, Litvínov,
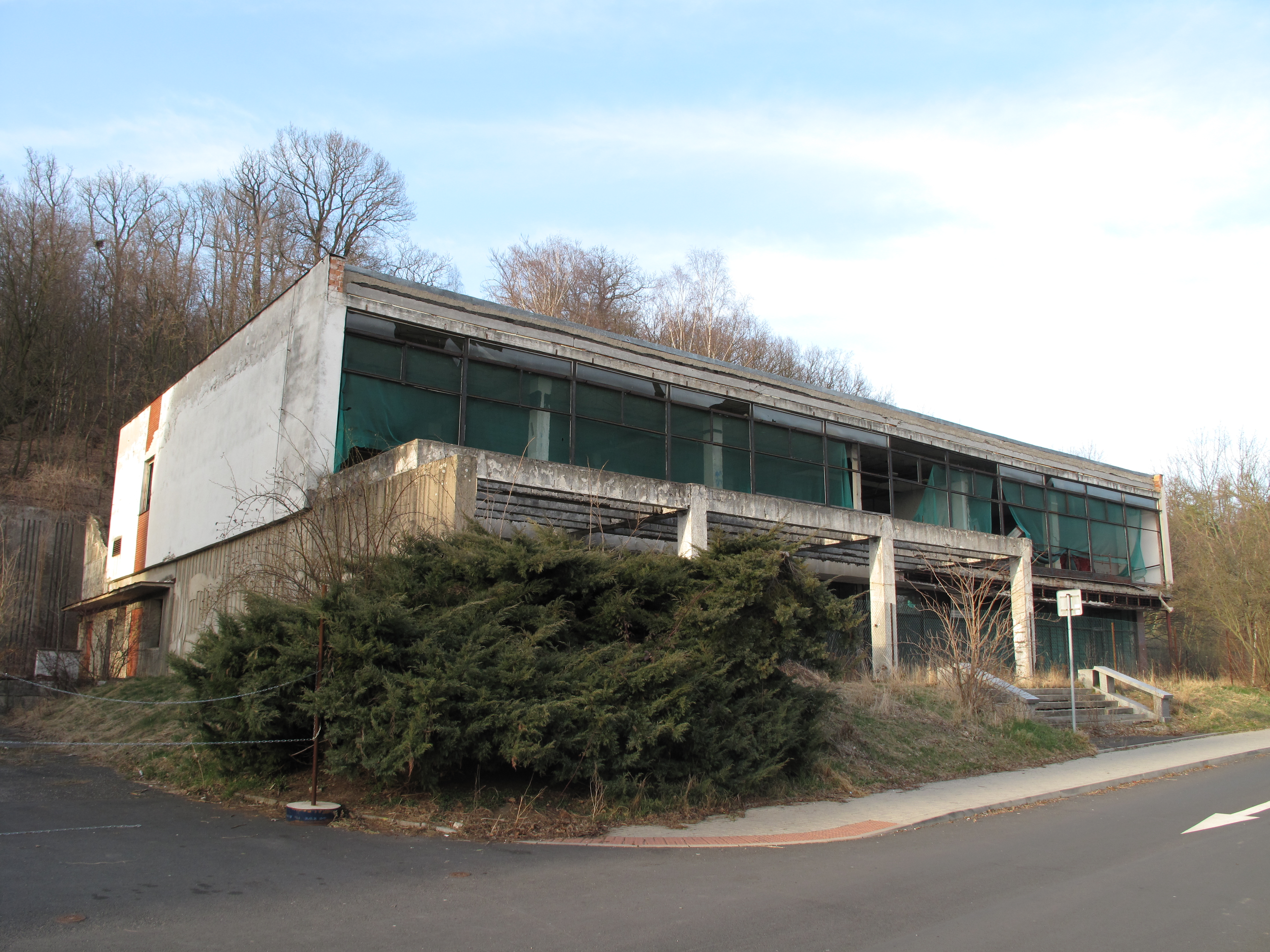
Torzo bývalé litvínovské restaurace Pod lesem
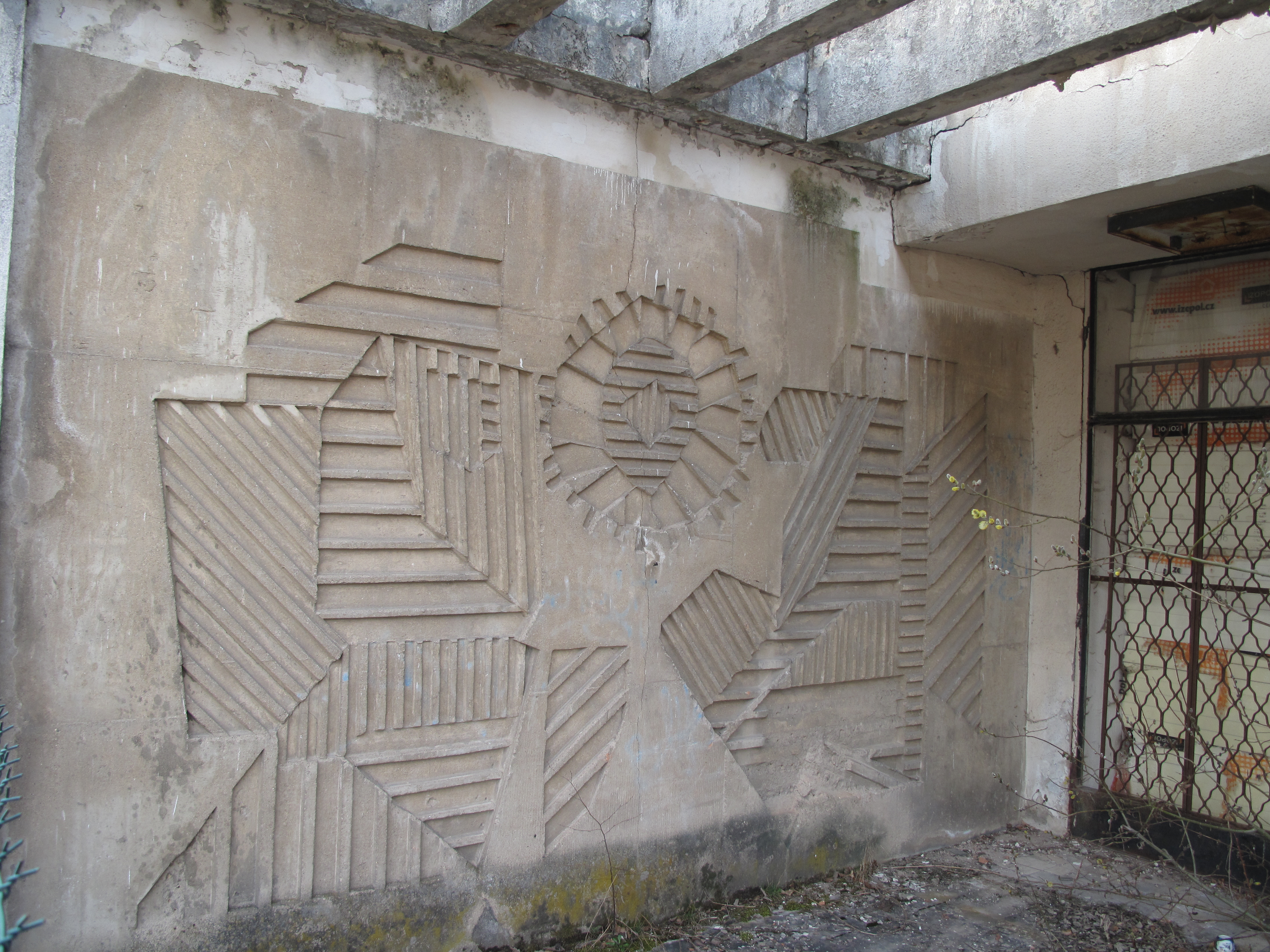
Plastický reliéf při vstupu do restaurace
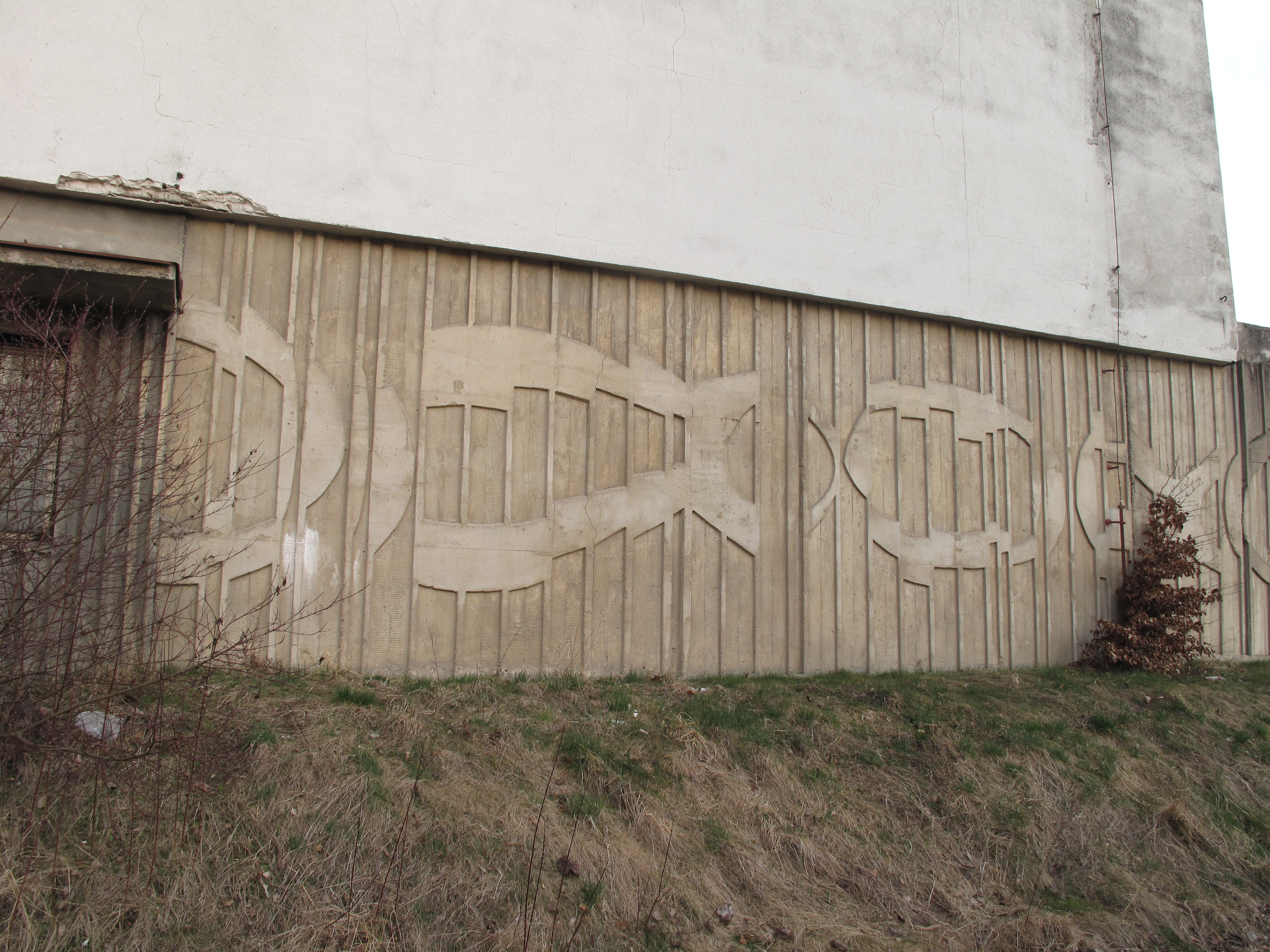
Reliéf na zadní straně restaurace